# Nguyễn Hoằng Dụ
Nguyễn Hoằng Dụ (阮弘裕, ? - 1518) là tướng nhà Lê sơ trong lịch sử Việt Nam, người làng Gia Miêu, huyện Tống Sơn (nay là Hà Trung), Thanh Hóa, Việt Nam.

## Tiểu sử
Nguyễn Hoằng Dụ quê ở Gia Miêu ngoại trang, huyện Tống Sơn, phủ Hà Trung, xứ Thanh Hoa. Cha là Nghĩa quốc công Nguyễn Văn Lang - một trọng thần triều vua Lê Uy Mục, Lê Tương Dực.

## Sự nghiệp
Năm 1509, Nguyễn Hoằng Dụ cùng cha là Nguyễn Văn Lang giúp Lê Oanh khởi binh ở Thanh Hoa, lật đổ vua Uy Mục. Khi Lê Oanh lên làm vua (tức Tương Dực đế), cha ông là Nguyễn Văn Lang được phong làm Nghĩa quốc công; Nguyễn Hoằng Dụ được phong làm thái phó Yên Hòa hầu vào năm 1510;.
Một trọng thần khác là Mỹ Huệ hầu Trịnh Duy Sản do lập nhiều công lao và chỉ huy cấm binh đã có lòng kiêu lộng. Sau cái chết của Nguyễn Văn Lang, Trịnh Duy Sản có lòng khinh thường họ Nguyễn.
Vua Lê Tương Dực làm nhiều chuyện thất đức, Trịnh Duy Sản nhiều lần can gián trái ý vua, bị phạt trượng. Trịnh Duy Sản từ đó ngầm ngầm cùng Thái sư Lê Quảng Độ, Thượng thư Trình Chí Sâm mưu lập vua mới.
Tháng 3, năm 1516 Thuần Mỹ điện giám Trần Cảo ở trang Dưỡng Chân, huyện Thủy Đường khởi binh chống lại triều đình. Trần Cảo thấy lời sấm nói rằng, phương đông có vượng khí thiên tử, liền ngầm mưu việc làm phản; chiếm cứ các nơi ở hai huyện Thủy Đường và Đông Triều, trấn Hải Dương. Tháng 4, Trần Cảo đem quân qua các huyện Tiên Du, Quế Dương, Gia Lâm, tiến sát đến bến Bồ Đề, bị cách sông không sang được. Vua Lê Tương Dực tự thân cầm quân đánh bại quân Trần Cảo, Trần Cảo phải chạy về Ngọc Sơn. Vua lại sai các tướng đánh; nhưng quan quân đánh không được. Nguyễn Hoằng Dụ đem quân đóng ở dinh Bồ Đề.
Trịnh Duy Sản nhân loạn Trần Cảo; bèn sửa soạn thuyền bè, khí giới ở bến Thái Cực, nói phao lên là đi đánh giặc; đem quân vào cung giết vua Lê Tương Dực ở nhà Thái Học. Duy Sản lập chắt Lê Thánh Tông là Lê Y ầm vua Lê Chiêu Tông; rồi đưa về Tây Đô.
An Hoà hầu Nguyễn Hoằng Dụ đóng quân ở Bồ Đề, nghe tin Trịnh Duy Sản làm việc thí nghịch, liền nổi giận đem quân vượt sông, đốt phá phố xá ở kinh thành, định cùng với con em gia thuộc tính việc báo phục, bèn chém người thợ Vũ Như Tô ở ngoài cửa kinh thành.
Nhân đấy Trần Cao sang qua sông, vào chiếm cứ kinh thành, xưng niên hiệu là Thiên Ứng, ngự triều xưng làm vua.
Trịnh Duy Sản nhân danh vua Chiêu Tông, từ thành Tây Đô tập hợp quân các trấn về đánh Trần Cảo ở kinh thành. Nguyễn Hoằng Dụ hưởng ứng lời gọi, theo đường phủ Trường Yên, Lý Nhân tiến phát cùng vào Thăng Long với các tướng Nguyễn Văn Lự, Trịnh Tuy.
Quân triều đình tiến đánh kinh thành, vây 4 mặt. Quân Trần Cảo núng thế, nhưng quân Lê vẫn chưa chiếm lại được Thăng Long, bèn chuyển sang vây phía tây. Sau đó các đạo quân nhà Lê hợp lại phá tan quân Trần Cảo. Cảo phá vây bỏ chạy. Vua Chiêu Tông trở lại kinh đô.
Tháng 11 năm 1516, Nguyễn Hoằng Dụ theo Trịnh Duy Sản dẫn các tướng đi đánh Trần Cảo ở xã Trâu Sơn, huyện Chí Linh (Hải Dương). Chiến sự bất lợi, Duy Sản nôn nóng muốn thắng, bị quân Trần Cảo lừa bắt sống giết chết.
Hoằng Dụ dẫn tàn quân bỏ chạy về kinh đô. Trần Cảo nhân đà thắng trận, tiến quân thẳng đến Bồ Đề. Kinh thành lại nguy cấp. Lê Chiêu Tông liền sai Thiết Sơn bá Trần Chân (con nuôi Trịnh Duy Sản) mang quân ra đón đánh. Trần Chân phá tan được quân Trần Cảo. Cảo lại lẩn lút ở Lạng Nguyên không dám ra, truyền ngôi cho con là Cung rồi cạo đầu làm sư để trốn tránh.

## Xung đột với Trịnh Tuy
Xem thêm: Khủng hoảng cuối nhà Lê sơ
Trần Cảo tạm bị dẹp yên nhưng các đại thần nhà Lê lại quay sang đánh nhau. Nguyễn Hoằng Dụ và Trịnh Tuy trở về kinh thành, nghe theo lời gièm pha của con em nên xảy ra hiềm khích. Hoằng Dụ đóng quân ở phường Đông Hà, Tuy đóng quân ngoài thành Đại La giữ nhau.
Hoằng Dụ cáo ốm không vào chầu. Nguyễn Quán Chi tâu lên việc đó. Vua Chiêu Tông đem chuyện Lạn Tương Như và Liêm Pha nước Triệu thời Chiến Quốc để khuyên hai tướng giảng hoà nhưng không được.
Nguyễn Hoằng Dụ cất quân đánh Trịnh Tuy ở các phường Vĩnh Xương, Khúc Phố, Phục Cổ tại kinh thành, ba lần đánh mà không được. Tỳ tướng của Trịnh Tuy là Nguyễn Thế Phó trúng tên phải lui. Tuy bèn chạy vào Thanh Hoa. Trần Chân về phe với Tuy thấy Nguyễn Hoằng Dụ đuổi Trịnh Tuy, bèn cất quân đánh Hoằng Dụ. Sau đó Chân mật gửi thư cho con em ở các dinh Sơn Tây là Nguyễn Kính, Nguyễn Áng cùng đánh. Ngày hôm ấy, Nguyễn Hoằng Dụ vào yết kiến vua, định ra cửa Đại Hưng, nhưng ông ngờ là có Trần Chân ở đó, bèn ra cửa Đông Hoa. Lát sau, ông xuống thuyền lánh về Thanh Hoa.
Bấy giờ thông gia của Trần Chân là Mạc Đăng Dung trấn thủ Sơn Nam, Trần Chân gửi thư khuyên Đăng Dung chặn giữ lại, Đăng Dung không nỡ, nên Hoằng Dụ đi được thoát.
Đuổi được Hoằng Dụ, Trần Chân một mình nắm quyền trong triều.
Đầu năm 1517, theo lời của Trần Chân, Lê Chiêu Tông sai Nguyễn Công Độ đem quân bộ, Mạc Đăng Dung đem quân thủy đuổi Hoằng Dụ chạy vào huyện Thuần Hựu. Quân triều đình đào mả cha Hoằng Dụ là Nguyễn Văn Lang, chém lấy đầu. Hoằng Dụ lại hội quân chống nhau với quân triều đình. Ông gửi bức thư và một bài thơ cho Mạc Đăng Dung, khuyên Đăng Dung đừng bức bách mình. Mạc Đăng Dung nhận được thư và thơ đó, liền đóng quân không đánh. Hoằng Dụ được toàn quân chạy về.

## Chết trong nội loạn
Xem thêm: Trần Chân
Quyền thế của Trần Chân ngày càng lớn. Tháng 7 năm 1518, vua Chiêu Tông tin theo lời gièm pha của các cận thần, sợ Trần Chân cướp ngôi, bèn dụ Trần Chân vào cung giết chết.
Các thủ hạ của Trần Chân là Nguyễn Kính, Nguyễn Áng, Hoàng Duy Nhạc mang quân đánh kinh đô báo thù.
Vua Chiêu tông không chống nổi, đang đêm phải bỏ chạy sang dinh Bồ Đề ở Gia Lâm để tránh.
Bấy giờ, Trịnh Tuy đóng quân ở xứ Sơn Nam có hơn 1 vạn người, nghe tin vua chạy ra ngoài, quân lính tan cả. Thế là quân Nguyễn Kính thả sức cướp phá, trong thành sạch không. Chiêu Tông cho gọi Nguyễn Hoằng Dụ ra đánh Nguyễn Kính, nhưng Hoằng Dụ vì lần trước vừa bị Chiêu Tông sai quân truy sát, đào mồ cha nên lưỡng lự không đi.
Chiêu Tông bèn triệu thông gia của Trần Chân là Mạc Đăng Dung đang trấn thủ Hải Dương về cứu, rồi sai người đi dụ Nguyễn Kính. Nguyễn Kính đòi giết Chử Khải, Trịnh Hựu, Ngô Bính là những người gièm pha Trần Chân. Chiêu Tông nghe kế của Đàm Cử, bèn giết 3 người, nhưng Nguyễn Kính lại càng hoành hành, đóng quân không rút.
Tháng 9 năm 1518, Trịnh Tuy và văn thần Nguyễn Sư làm phản, lập người trong hoàng tộc khác là Lê Do, đổi niên hiệu là Thiên Hiến, làm hành diện ở xã Do Nha, huyện Từ Liêm. Tuy sai người dụ Nguyễn Kính, Kính thấy Tuy là người cùng phe với Trịnh Duy Sản và Trần Chân trước đây nên đồng lòng đi theo.
Trước thế lực phản quân ngày càng lớn, Chiêu Tông sai người đi mời Nguyễn Hoằng Dụ lần nữa và sai Mạc Đăng Dung cùng đi đánh Nguyễn Kính. Lần này thì ông đồng ý đem quân Thanh Hóa ra cứu. Tuy nhiên, quân Hoằng Dụ ra bắc giao chiến không lâu sau bị Nguyễn Kính đánh bại, chết rất nhiều. Ông tự liệu không địch nổi Nguyễn Kính, bèn bãi binh, bỏ chạy về Thanh Hóa, để một mình Mạc Đăng Dung ở lại cầm cự.
Không lâu sau, Nguyễn Hoằng Dụ mất ở Thanh Hoá, không rõ bao nhiêu tuổi. Cuộc biến loạn giữa các phe phái trong triều còn diễn ra trong nhiều năm tiếp theo. Về sau, Mạc Đăng Dung thắng thế, cướp ngôi nhà Lê, lập ra nhà Mạc.